# Pfarrkirche Wulkaprodersdorf

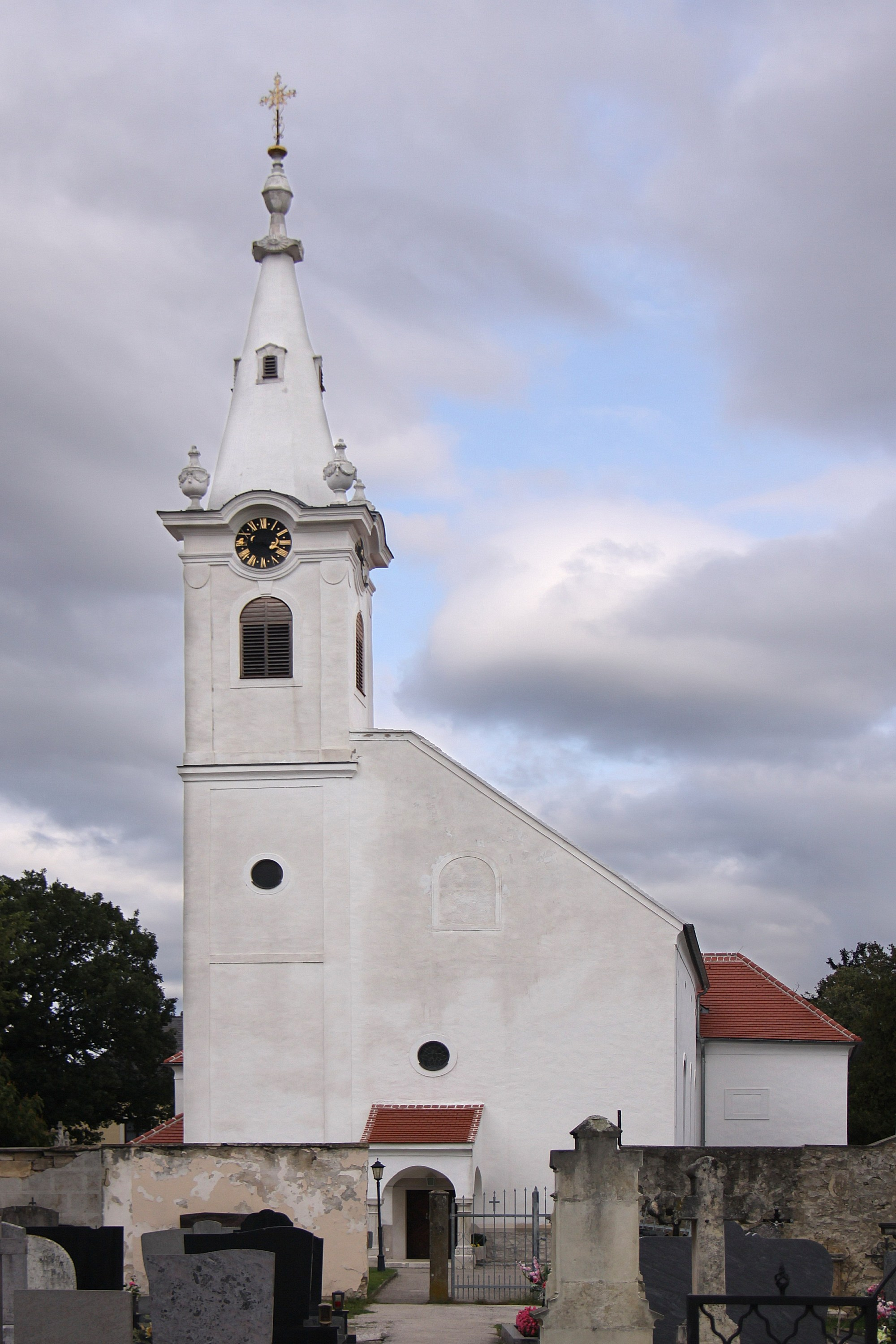
Kath. Pfarrkirche Zur Kreuzerhöhung in Wulkaprodersdorf

Die römisch-katholische Pfarrkirche Wulkaprodersdorf steht inmitten einer Befestigungsanlage am Westende des Ortes in der Marktgemeinde Wulkaprodersdorf im Bezirk Eisenstadt-Umgebung im Burgenland. Die auf das Fest Kreuzerhöhung geweihte Pfarrkirche gehört zum Dekanat Trausdorf in der Diözese Eisenstadt. Die Kirche steht unter Denkmalschutz (Listeneintrag).

## Geschichte
Die Kirche einer mittelalterlichen Pfarre wurde 1337 urkundlich genannt. Ein Kirchenneubau wurde 1642 geweiht und 1683 im Türkenkrieg verwüstet und 1713 renoviert. Der Turm wurde 1801 erbaut und 1866 nach einem Brand renoviert. Die Kirche wurde 1960 innen und 1973 außen restauriert. 1978/1979 war eine Innenrestaurierung mit zahlreichen Veränderungen.

## Architektur
Die frühbarocke Kirche hat einen in die Nordhälfte der westlichen Giebelfassade eingebundenen Turm, am Turm am Obergeschoß steht die Inschrift Renovata 1924. Der Turm trägt einen steinernen Spitzhelm mit Vasen und Kreuzblume. Am rechten Teil der Fassade ist eine Vorhalle auf kannelierten Säulen mit der Inschrift 1630. Am Kirchenschiff sind beidseits zweigeschoßige Sakristeianbauten. Der Chor mit einem Dreiachtelschluss hat einfach abgetreppte Strebepfeiler mit Volutenabschluss. An der nördlichen Portalvorhalle ist die Bauinschrift 1630. Es gibt zwei Priestergrabsteine an der Apsisaußenwand mit 1799 und 1833.

## Ausstattung
Der Hochaltar aus der Mitte des 18. Jahrhunderts mit einem freistehenden Tabernakel zeigt an der Apsisstirnwand die Kreuzigungsgruppe mit Maria und Johannes und in der Stichkappe Gottvater. Die Orgel aus 2005 mit 16 Registern wurde von Friedrich Heftner gebaut.
Eine Glocke nennt Johann Georg Koechel, Ödenburg 1778.